# 聖公會陳融中學
聖公會陳融中學（英語：SKH Chan Young Secondary School）為香港聖公會屬下的中學，位於新界北區上水石湖墟。
於1998年由政府評定為香港114間使用英文作為教學語言的中學之一。
陳融中學亦為聖公會東九龍教區聖智堂位處院校。

## 校長
1. 鄧慶年（1989年－2006年；由聖巴西流工業中學調任）
2. 嚴志成（2006年－2015年）
3. 鄭萃群（2015年－2020年）
4. 麥耀權（2020年－）

## 學校架構

### 班級
從2007年起，開始以聖經中所提倡的屬靈氣質為班命名，以配合學校推行「啟發潛能教育」及實踐基督教育。中一及中二設C（勇）、F（信）、H（謙）、K（仁）、S（誠）五班。中三設C（勇）、F（信）、H（謙）、K（仁）四班。為應付新高中學制及照顧高中學生，學校把原來的四班學生分為五班，中四、中五及中六多設S（誠）班。2019-2020年度，共有29班。而2020-2021年度，學校亦將中三級的四班分為五班，多設S（誠）班。2021-2022年度，中四級開設C（勇）、F（信）、H（謙）、K（仁）、S（誠）、W（智）六班。 （页面存档备份，存于）

### 初中科目[2]
初中課程設計著重鞏固學生基礎知識，發展學生共通能力和培養學生正確價值觀和態度。教
學設計採用探究學習模式，鼓勵學生於課堂中積極提問及參與討論，建構知識。
- 以英文教學：

1. 英文
2. 數學
3. 科學（中一及中二）
4. 物理（中三）
5. 生物（中三）
6. 化學（中三）
7. 地理
8. 歷史（中一）
9. 生活與社會（中二及中三）
10. 科技教育
11. 藝術教育
12. 體育

- 以中文教學：

1. 中國語文
2. 普通話
3. 中國歷史
4. 宗教教育（中一及中二）/倫理與宗教（中三）
5. 全方位學習課

### 高中科目[2]
從2014-15年度起中四級只能選擇兩個選修科（不含數學延伸單元），亦有配搭限制。但中三級名次在25名以內者可修經濟/化學作第三選修科（退修亦只能選第三科及數學延伸課程單元一、二），選科自由度極為有限。從2021-22年度起，中四級全級都能夠選擇修讀第三選修科（第三選修科開設物理/化學/經濟），唯選修資格根據全年成績編排（每班學額為26人）。從2025-26年度起，所有中四學生必須修讀三科選修科目，並將數學延伸單元（M2）單獨選修，且有一定搭配限制。學生可於中四學期末選擇退修一科（但必須保留兩科選修科）。 換言之，學生可選修最少兩科，最多四科選修科。
- 以下科目可供選修：

1. 地理
2. 中國歷史
3. 中國文學
4. 物理
5. 化學
6. 生物
7. 經濟
8. 企業、會計及財務概論
9. 宗教及倫理
10. 資訊及通訊科技（ICT）
11. 視覺藝術
12. 旅游與款待
13. 應用學習 （ApL)
14. 數學延伸單元
  1. 單元一（M1）
  2. 單元二（M2）

- 體育科和藝術教育皆為其他學習經歷項目，而非可報考專上學院的選修科。

### 學社[4]
全校學生被隨機分為四社，四社名字皆以次經記載的天使長的名字命名：
1. 鳴社（米迦勒）
2. 嘉社（加百利）
3. 勵社（拉斐爾）
4. 耀社（烏利爾）

### 學生會
高中學生自發組成候選內閣，向學生宣傳政綱及發宣傳品，並設問答大會讓上屆學生會及學生向候選內閣發問，學生發問名額極有限，大約只有兩三個。理論上學生持一人一票投票權決定選擇學生會。（如有兩個候選內閣，是二選其一或棄權票；如只有一個候選內閣，則是投信任或不信任票。)

### 校隊
| 藝術         | 運動   | 學術   | 科技                 | 其他           |
| ------------ | ------ | ------ | -------------------- | -------------- |
| 舞蹈組       | 田徑隊 | 辯論隊 | 創新科技隊           | 觀鳥隊         |
| 戲劇組       | 游泳隊 | 朗誦隊 | 遙控飛機模型隊       | 公民教育問答隊 |
| 合唱團       | 手球隊 | 數學隊 | 資訊科技學生支援小組 |                |
| 無伴奏合唱隊 | 排球隊 |        |                      |                |
| 管弦樂團     | 籃球隊 |        |                      |                |
|              | 足球隊 |        |                      |                |

### 學會[5]
| 興趣組               | 學術組         | 宗教組   | 體育組   | 服務組       |
| -------------------- | -------------- | -------- | -------- | ------------ |
| 香薰與粘土奶油花學會 | 商業探索學會   | 學生團契 | 遠足學會 | 聖約翰救傷隊 |
| 圖版遊戲學會         | 圖書館學會     |          | 街跑學會 | 男童軍       |
| 中國象棋學會         | 文社           |          | 壘球學會 | 女童軍       |
| 城市看聽講學會       | 物理學會       |          | 壘球學會 | 公益少年團   |
| 鉤織學會             | 科學學會       |          |          | 少年警訊     |
| 英文硬筆書法學會     | 時間旅行者學會 |          |          |              |
| 園藝學會             |                |          |          |              |
| 手工藝學會           |                |          |          |              |
| 家政學會             |                |          |          |              |
| 日本文化研究學會     |                |          |          |              |
| 解難興趣學會         |                |          |          |              |
| 茶藝學會             |                |          |          |              |
| 視覺藝術學會         |                |          |          |              |

## 軼事

### 「禁手機政策」風波
於2015/16學年的散學禮後，訓導老師宣佈由下一學年開始學生將禁止攜帶手提電話外出午膳，並會將電話鎖在儲物箱內。本事件頓時引起校內學生極大迴響，大部分學生都擔心不准攜帶手提電話外出午膳，會否危及學生在外午膳時的人身安全。更有學生成立「陳融校政關注組」，發起聯署要求校方收回有關決定；而校方知悉事件後，發出電子郵件予全校學生，並提供一個平台予學生發表本次事件的意見，同時表示於2016年8月5日會召開會議，商議有關事宜。而關注組的Facebook專頁則於校方發出電子郵件後迅速關閉。
事後，校方在2016/17學年第三學期強行推行計劃，並大灑金錢購買手機櫃供學生擺放手機，引起學生極大迴響；更有家長質疑購買手機櫃的金錢來源是否來自學生所繳交的雜費，但校方對上述反響一概不作回應，堅持推行計劃。

## 著名/傑出校友
- 洪綺敏：前新聞主播、現任麗新發展公關經理
- 李寶龍：香港及台灣男歌手
- 陳樂基：香港男歌手
- 李道晴：香港大律師、大律師公會憲法及人權事務委員會成員
- 巫潔嫻：香港中文大學公共衛生及基層醫療學院助理教授
- 呂穎怡：香港大學生物科學學院教授
- 袁澧林：香港模特兒、演員
- 謝影雪：香港女子羽毛球運動員
- 韋婉婷：香港女子足球運動員
- 袁嘉蔚：前任香港眾志副主席、南區區議會田灣區議員
- 黎淑賢：已故香港女演員
- 李雅庄：香港中文大學工商管理系畢業、智德教育有限公司創辧人
- 歐穎宜：畢業於香港大學哲學系、中國神學研究院 神學碩士、曾任職中國神學研究院聖經科助理教授

## 外部連結
- 聖公會陳融中學 （页面存档备份，存于）
- Chan Young Comb. 陳融混合見習支隊

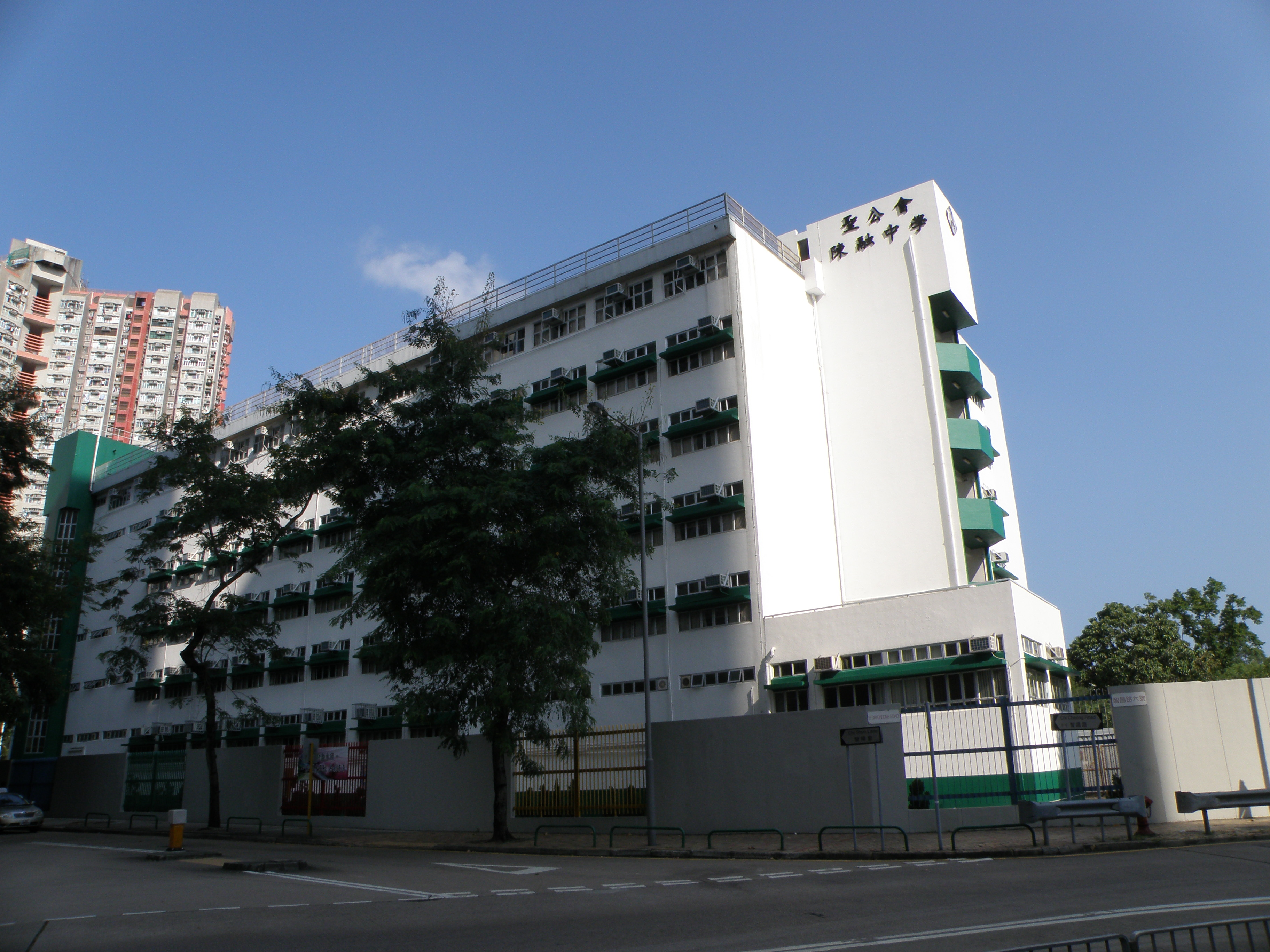
聖公會陳融中學西北面

- SKH Chan Young Secondary School 聖公會陳融中學 （页面存档备份，存于）